# Strada Iuliu Maniu

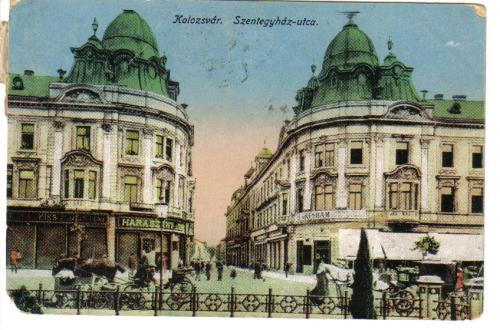
Beeld op de straat in 1911, toen de stad nog deel uitmaakte van het koninkrijk Hongarije. Zicht vanaf de Fő tér, de Hongaarse naam voor de huidige Piața Unirii.

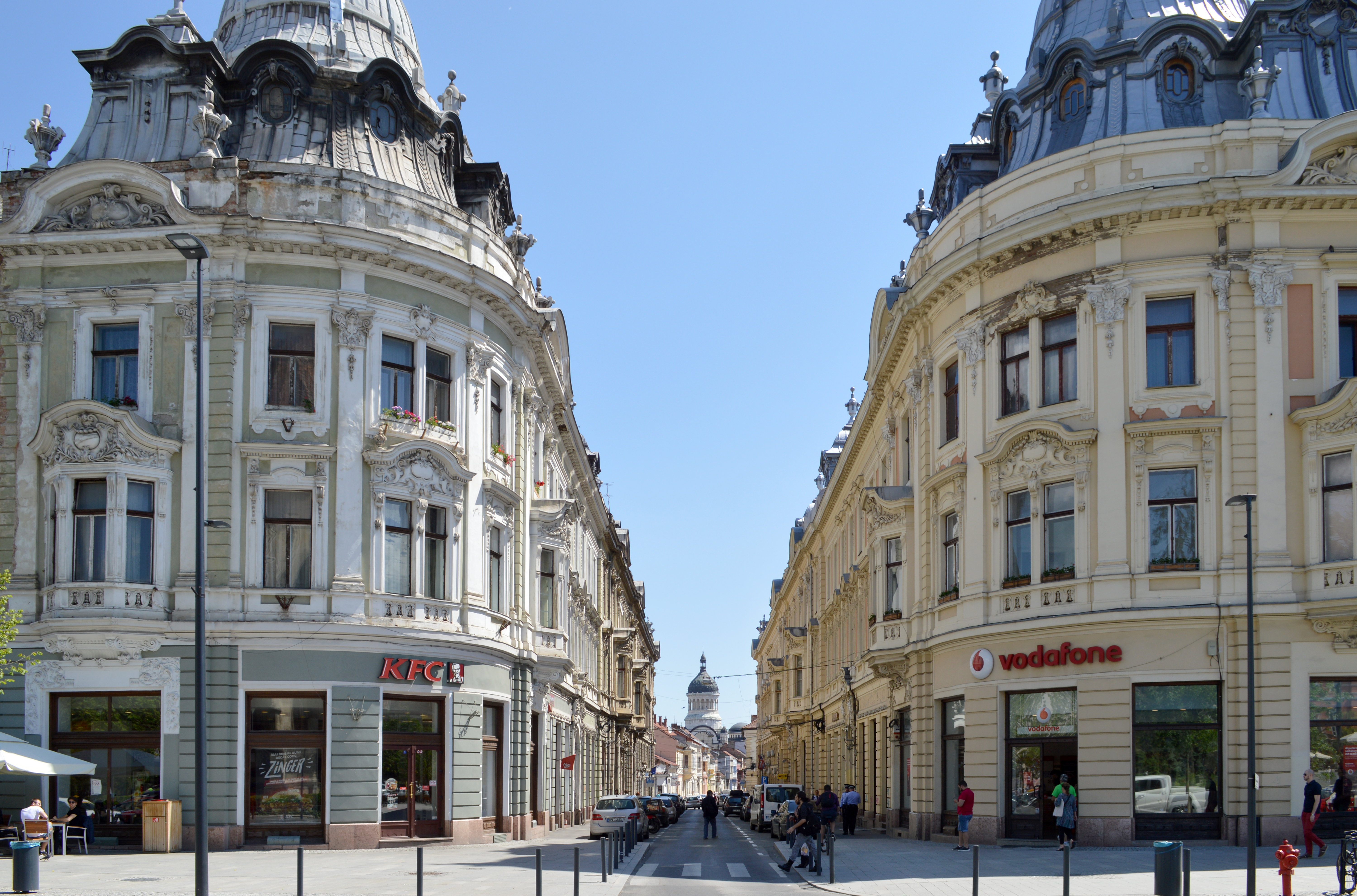
Foto uit 2017

De Strada Iuliu Maniu (Roemeens voor "Iuliu Maniu-straat") is een straat in de Roemeense stad Cluj-Napoca. De straat is vernoemd naar de politicus en latere premier Iuliu Maniu, die in 1926 mee de Nationale Boerenpartij oprichtte. De straat ligt centraal in de stad en verbindt  de Piața Avram Iancu met de Piața Unirii. Ze loopt parallel met de Bulevardul Eroilor en de Bulevardul 21 Decembrie 1989. Het westelijke gedeelte van de Strada Iuliu Maniu, vlak bij de Piața Unirii, werd in de 19e eeuw symmetrisch aangelegd met eclectische huizen, volgens de toen modieuze inzichten van de Franse architect Haussmann. 
Onder de plaatselijke bevolking wordt de straat strada oglindă ("spiegelstraat") genoemd. De Hongaarse naam van de straat is Szentegyház utca ("Heiligekerkstraat").